# Comuna Koltiv, Zolociv
Koltiv (în ucraineană Колтів) este o comună în raionul Zolociv, regiunea Liov, Ucraina, formată din satele Koltiv (reședința), Kruhiv și Verhobuj.

## Demografie
Componența lingvistică a comunei Koltiv
     Ucraineană (99,66%)
     Alte limbi (0,26%)
Conform recensământului din 2001, majoritatea populației comunei Koltiv era vorbitoare de ucraineană (99,66%), existând în minoritate și vorbitori de alte limbi.